# Aglaia meridionalis
Espèce
Synonymes
- Amoora ferruginea C.T.White[2]

Statut de conservation UICN

 NT  : Quasi menacé
Aglaia meridionalis est une espèce de plantes de la famille des Meliaceae.

## Publication originale
- Kew Bulletin, Additional Series 16: 88. 1992.